# Leptoneta convexa aulotensis
Leptoneta convexa là một loài nhện trong họ Leptonetidae.
Loài này thuộc chi Leptoneta. Leptoneta convexa aulotensis được miêu tả năm 1990 bởi Dresco.